# The Kitchen (2023)
The Kitchen ist ein Science-Fiction-Drama von Kibwe Tavares und Daniel Kaluuya. Die Hauptrolle in dem in einer dystopischen Zukunft in England spielenden Film übernahm der britische Rapper Kano. Er spielt einen jungen Mann, der sich in einer für die Unterschicht von Armut geprägten Welt an einem Raubüberfall beteiligt. The Kitchen feierte Mitte Oktober 2023 beim London Film Festival seine Premiere. Im Januar 2024 wurde der Film in das Programm von Netflix aufgenommen.

## Handlung
In England in einer dystopischen Zukunft. Die steigenden Immobilienpreise und die Abschaffung des Sozialstaates haben London in einen Spielplatz für Milliardäre verwandelt und die Schere zwischen Arm und Reich weiter auseinandergehen lassen als jemals zuvor. Ohne den sozialen Wohnungsbau sind in der Stadt nur slumartige Hochhäuser wie „The Kitchen“ übriggeblieben, mit überwiegend schwarzen Bewohnern der Arbeiterklasse, die sich weigern, den Ort zu verlassen, den sie ihr Zuhause nennen.
Izi arbeitet in „The Kitchen“ für das Bestattungsunternehmen „Life After Life“, das einkommensschwachen Familien anbietet, die Überreste der Verstorbenen nach ihrer Einäscherung als Erde für Setzlinge zu verwenden und ihnen damit eine Gedenkpflanze zu setzen. Izi hat sich nicht mit einem Leben in dieser heruntergekommenen Wohnsiedlung abgefunden und spart für den Umzug in den eleganten Hochhauskomplex „Buena Vida“ in einem besseren Stadtviertel.
Eines Tages bemerkt Izi bei der Arbeit, dass einer der Gottesdienste in der kapellenartigen Gedenkzone von „Life After Life“ einer Frau namens Toni gewidmet ist, mit der er früher ausgegangen war. Außer ihm ist nur deren 12-jähriger Sohn Benji bei der Gedenkveranstaltung. Auch wenn ihr Tod plötzlich kam, konnte sie ihrem Sohn noch ein Geburtstagsgeschenk einpacken. Es handelt sich dabei um ein rotes Fahrrad, mit dem sich Benji in „The Kitchen“ auf die Suche nach seinem Vater macht. Izi und der Junge freunden sich an, und er überlegt sich, wie er ihm eine bessere Zukunft ermöglichen kann.

## Produktion

### Regie und Drehbuch

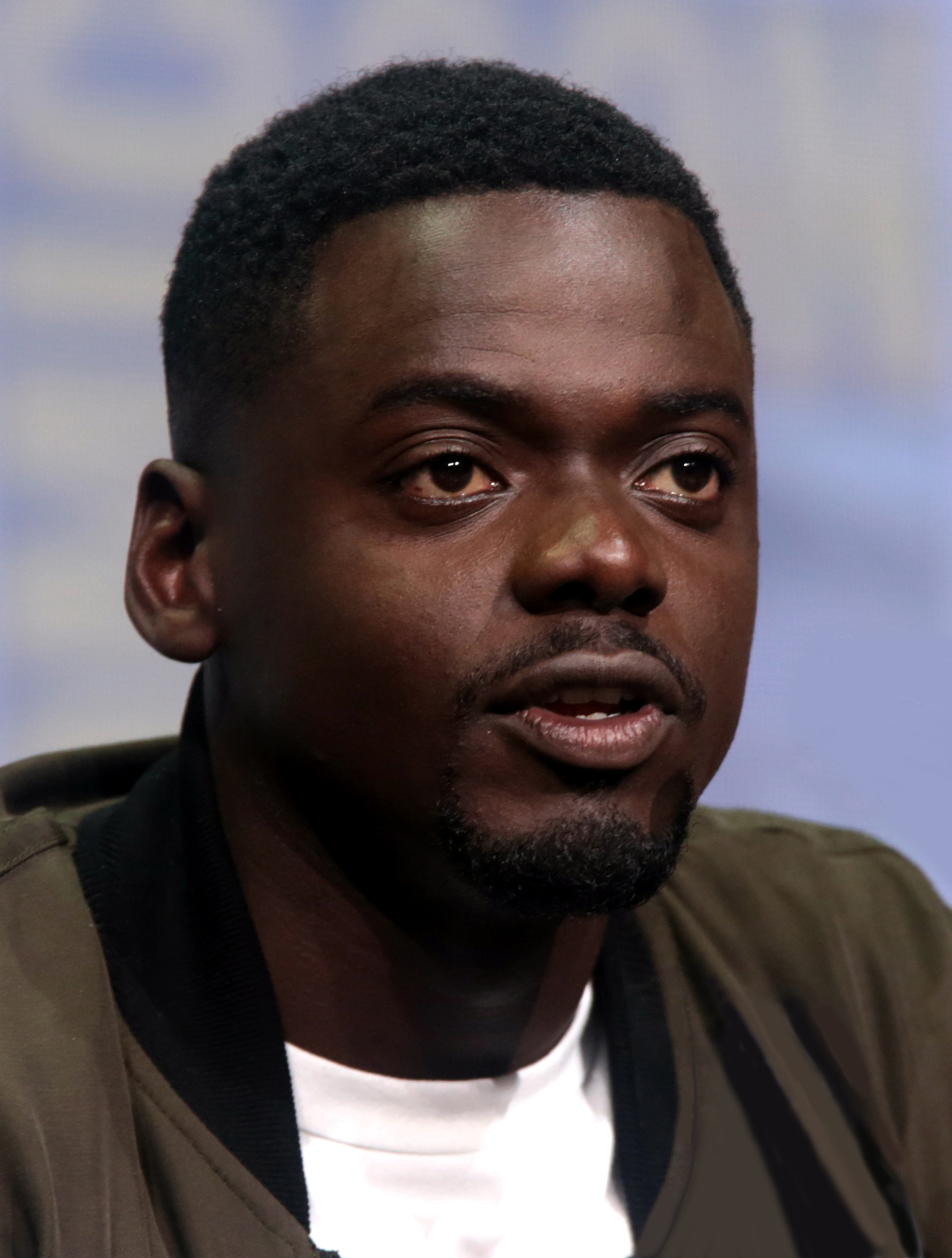
Daniel Kaluuya gibt mit The Kitchen sein Regiedebüt

Regie führten Kibwe Tavares und Daniel Kaluuya. Der britische Filmemacher und Architekt Tavares ist Mitbegründer von Factory Fifteen, einem Studio, das Animationen und neue Technologien nutzt, um die gebaute Umwelt zu verstehen und zu erklären. Tavares begann noch während seines Studiums an der Bartlett School of Architecture, Filme zu machen. Sein erster Kurzfilm Robots of Brixton gewann 2012 beim Sundance Film Festival den Sonderpreis der Jury für Animation. Für den als Schauspieler bekannten Kaluuya handelt es sich um sein Regiedebüt. Er produzierte den Film zudem gemeinsam mit Daniel Emmerson.
Das Drehbuch schrieben Kaluuya, Rob Hayes und Joe Murtagh. Hayes schrieb zuvor die Drehbücher für Monday und den Horrorfilm Gretel & Hänsel, Murtagh für Shadow of Violence und die Fernsehserie Gangs of London. Von den Machern wird The Kitchen als „frische und filmische Allegorie und Hommage an die Bewohner ähnlicher Gemeinschaften auf der ganzen Welt“ beschrieben.

### Besetzung und Dreharbeiten
Der britische Grime-Rapper Kane Robinson bekannt als Kano spielt in der Hauptrolle Izi, der für das Bestattungsunternehmen „Life After Life“ arbeitet. Er gibt in The Kitchen sein Debüt als Schauspieler in einem Spielfilm. Der Nachwuchsschauspieler Jedaiah Bannerman spielt den 12-jährigen Benji, der vor kurzem seine Mutter verloren hat. Der frühere Fußballspieler Ian Wright, der später als TV-Experte und Radiomoderator tätig war, ist im Film als Lord Kitchener zu hören, der in seiner täglichen Radiosendung seine Hörer in „The Kitchen“ vor Polizeirazzien warnt. Henry Lawfull spielt Cronik und Lola-Rose Maxwell Fiona. Hope Ikpoku Jr. spielt den Gangboss Staples. Weitere Rollen wurden mit Teija Kabs, Demmy Ladipo, Cristale und BackRoad Gee besetzt, wobei die letzten beiden ebenfalls der UK-Rapperszene angehören.

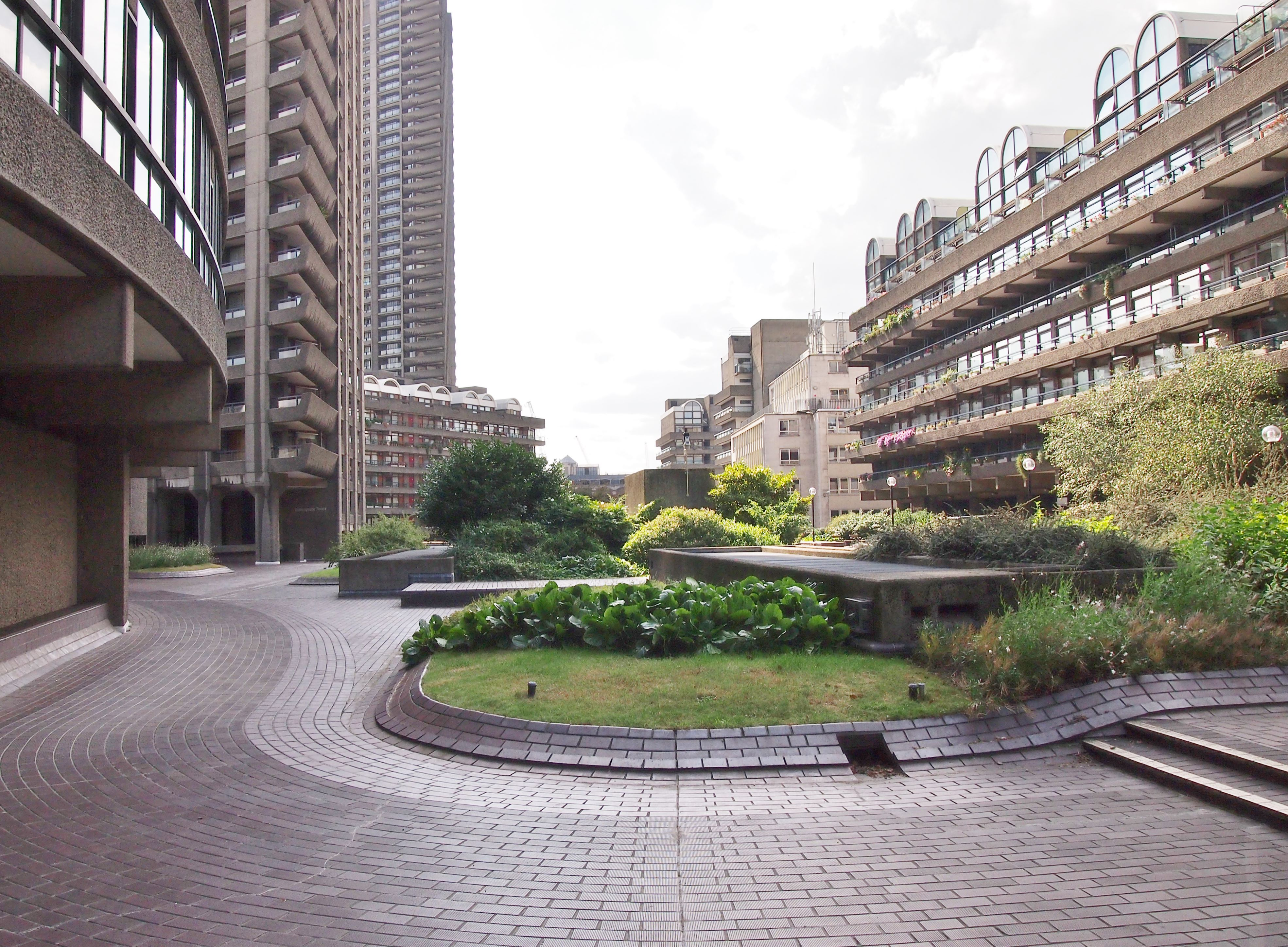
Einige Aufnahmen fanden im größten Londoner Kultur- und Konferenzzentrum Barbican Centre statt

Die Dreharbeiten fanden im Frühjahr 2022 in London statt. Einen Tag lang erfolgten Aufnahmen in einem Friseursalon in Holloway in der Londoner Innenstadt. Dessen Inhaber Nev ist Kaluuyas Friseur. Dort hatte er auch die Idee für The Kitchen, als er zehn Jahre vor dem Schreiben des Drehbuchs einen anderen Kunden laut prahlen hörte. Weiter wurde dort das Holloway Prison für Innenaufnahmen genutzt. Das Barbican Centre / Barbican Conservatory, das größte Londoner Kultur- und Konferenzzentrum, das dem Brutalismus zugeordnet wird, diente der Anlage als Kulisse, in der das Bestattungsunternehmen „Life After Life“ die Bäume in die Überreste der Verstorbenen nach deren Einäscherung zu pflanzen verspricht. Für weitere Außenaufnahmen wurde die Wohnanlage Damiers de Dauphiné im Finanzviertel von Paris genutzt, da Tavares und Kaluuya in London kein Gebäude mit dieser besonderen Ästhetik finden konnten, wie sie sich London in der Zukunft vorstellten. Als Kameramann fungierte Wyatt Garfield, der zuletzt für Nine Days von Edson Oda, den Thriller Resurrection von Andrew Semans und Manodrome von John Trengove tätig war.

### Filmmusik
Die Filmmusik komponierte der Dance-/Grime-Sänger, Rapper und R&B-Musiker Labrinth, der zuletzt für die Fernsehserie Euphoria und Malcolm & Marie von Sam Levinson tätig war, gemeinsam mit Alex Baranowski, der zuletzt als Komponist für den Fernsehfilm Die Kinder von Windermere von Michael Samuels, den Thriller Kosmetik des Bösen von Kike Maíllo, das Filmdrama True Things von Harry Wootliff und The Teacher von Farah Nabulsi in Erscheinung trat. Das Soundtrack-Album mit insgesamt 12 Musikstücken soll am 8. März 2024 von Netflix Music als Download veröffentlicht werden.

### Veröffentlichung
Die Premiere von The Kitchen fand am 15. Oktober 2023 beim London Film Festival statt, wo er als Abschlussfilm gezeigt wurde. Im Januar 2024 wurde er beim Palm Springs International Film Festival vorgestellt. Am 12. Januar 2024 wurde der Film in den USA und im Vereinigten Königreich in das Programm von Netflix aufgenommen.

## Rezeption

### Kritiken
Von den bei Rotten Tomatoes aufgeführten Kritiken sind 90 Prozent positiv. Bei Metacritic erhielt der Film einen Metascore von 66 von 100 möglichen Punkten.

### Auszeichnungen
British Independent Film Awards 2023
- Auszeichnung für die Besten Effekte (Jonathan Gales & Richard Baker)
- Auszeichnung für das Beste Szenenbild (Nathan Parker)

Palm Springs International Film Festival 2024
- Nominierung für den New Voices New Visions Award[16]